# Енріко Гарцеллі
Енріко Гарцеллі (італ. Enrico Garzelli, 24 липня 1909 — 16 липня 1992) — італійський академічний веслувальник.
Срібний призер Олімпійських Ігор 1932, 1936 років у складі вісімки.
Чемпіон Європи 1929, 1937 років у складі вісімки, срібний призер 1930, 1931, 1933 років у складі вісімки, бронзовий призер 1938 року в складі вісімки.